# Macromia daimoji
Macromia daimoji là loài chuồn chuồn trong họ Macromiidae. Loài này được Okumura mô tả khoa học đầu tiên năm 1949.